# San Vito-Gigi Marullastadion
Het San Vito-Gigi Marullastadion is een multifunctioneel stadion in Cosenza, Italië. Het stadion wordt vooral gebruikt voor voetbalwedstrijden, de voetbalclub Cosenza Calcio maakt gebruik van dit stadion. In het stadion is plaats voor 24.209 toeschouwers. Het stadion werd geopend in 1963.